# Gat de Cheshire
El Gat de Cheshire és un dels personatges més cèlebres de la novel·la Alícia al país de les meravelles. Apareix i desapareix, mostrant primer el seu somriure, i és un personatge ambigu, perquè mai no queda clar si vol ajudar la nena o no, amb els seus enigmes i reflexions filosòfiques.
La primera aparició coneguda d'aquest nom a la literatura es troba al segle XVIII dins A Classical Dictionary of the Vulgar Tongue de Francis Grose.
El gat de Cheshire s'identifica en gran manera amb el personatge del mateix nom de la novel·la de 1865 de Lewis Carroll Alícia al país de les meravelles. L'Alícia es troba per primera vegada amb el gat de Cheshire a la cuina de la casa de la duquessa, i més tard a les branques d'un arbre, on apareix i desapareix a voluntat, tot i establint amb l'Alícia una conversa divertida però que de vegades la deixa perplexa. El gat de vegades planteja punts filosòfics que molesten o desconcerten l'Alícia; però sembla que l'anima quan apareix de sobte al camp de croquet de la Reina de Cors; i quan és condemnat a mort, desconcerta a tothom per haver fet aparèixer el seu cap sense la resta del cos, fet que provoca un debat entre el botxí i el rei i la reina de cors sobre si un cap incorpori pot ser decapitat. En un moment donat, el gat desapareix gradualment fins que no en queda res més que el seu somriure, i això fa que Alícia comenti que "sovint ha vist un gat sense somriure, però mai un somriure sense gat".
El gat ha esdevingut una icona de la cultura popular i apareix en cançons, representacions plàstiques i llibres diversos.